# Vdor v družbo NiceHash
Nicehash je slovensko podjetje s sedežem v Ljubljani, ki ponuja platformo za povezovanje prodajalcev in kupcev računalniške moči pri rudarjenju in izmenjavi kriptovalut. Dostop do platforme je mogoč preko splete strani NiceHash, ki deluje kot posrednik med ljudmi, ki svoje računalniške kapacitete uporabljajo za rudarjenje. Kot plačilno sredstvo v procesu izmenjave se uporabljajo bitcoini, podjetje pa pri vsaki izvedeni transakciji prejme provizijo, ki pri izplačilih znaša 4% in pri prodaji valute od 5-8% vrednosti. 
Družba NiceHash je največji svetovni trg za rudarjenje in kupcem omogoča dostop do vseh kriptovalut. Uporabniki NiceHash lahko rudarijo vse kovance, že uveljavljene ali nove v porastu. Leta 2014 sta jo ustanovila Marko Kobal in Matjaž Škorjanc.

## Delovanje platforme NiceHash
Platforma Nicehash je dostopna preko spletne strani, ki je enostavna za uporabo. Uporabnik izdela svoj računalnik za rudarjenje, druge tehnične podrobnosti pa namesto njega opravi platforma. Uporabnik mora z registracijo na platformi na svoj račun položiti poljubno vsoto bitcoinov, minimalen polog pa znaša 0,005 BTC.
Ko uporabniki vložijo zadostno količino časa in električne energije v rudarjenje in zberejo minimalno določeno vrednost jim podjetje narudarjeni delež izplača. Minimalna določena vrednost se razlikuje glede na vrsto kriptovalute. V primeru, da uporabnik svoj narudarjeni delež pusti v NiceHashovi digitalni denarnici, je za to nagrajen z večjo donosnostjo.  Ko denar ostane v digitalni denarnici ostaja tudi na kriptoborzi. Podjetje s tem ohranja več uporabnikov in pridobiva višje provizije. Kot plačilno sredstvo v procesu izmenjave se uporabljajo bitcoini, ki se pri izplačilu na transakcijski račun uporabnika pretvorijo v poljubno valuto.

## Hekerski napad na NiceHash
Šestega decembra 2017 je bilo podjetje NiceHash tarča organiziranega hekerskega napada. Z računa več kot 500 tisoč uporabnikov storitev je bilo  ukradenih preko 4700 bitcoinov v vrednosti več kot 56 milijonov evrov.
V napadu so storilci iz ogroženega računalnika podjetja in IP-jem izven EU najprej vdrli v informacijski sistem podjetja. S tem so pridobili uporabniško ime in geslo za dostop do elektronske denarnice, v kateri je imel NiceHash shranjena sredstva okoli pol milijona uporabnikov. Z dostopom do ključne elektronske denarnice so pridobili dostop do sredstev uporabnikov. Ukradene bitcoine so ob 3.24 zjutraj prenakazali iz ene virtualne denarnice v virtualno denarnico z naslovom ''1EnJHhq8Jq8vDuZA5ahVh6H4t6jh1mB4rq'', katere lastnik in lokacija nista znana.
Poslovanje s kriptovalutami omogoča popolno anonimnost, javna ostane le transakcija. Vse transakcije so sledljive in zapisane, vendar obstajajo številni načini zabrisa sledi. Storilci lahko zakrijejo sledljivost s transakcijo kriptovalut iz ene virtualne denarnice na več različnih virtualnih denarnic, nato pa se vsota ponovno združi. 
Po mnenju nekdanjega direktorja družbe Marka Kobala je bila tarča celotna platforma podjetja in ne uporabniki storitev, saj omogoča popolnoma prost trg za rudarjenje in s tem uspešno posluje. V medijih se pojavljajo mnenja, da je šlo za interno krajo, saj je Martin Škorjanc, 55 odstotni lastnik družbe tudi znan slovenski heker.
Po napadu je bila spletna stran NiceHasha nedosegljiva. Podjetje je z obvestilom na vstopni strani uporabnike obvestilo o napadu na njihove virtualne denarnice ter jih pozvalo k zamenjavi gesel. Uporabnikom je družba obljubila poročanje o napredku preiskave in zagotovila povračilo večinskega dela ukradenih sredstev s pomočjo tujih vlagateljev.

## Vodstvo NiceHash-a
Družbo Nicehash je leta 2014 ustanovil Matjaž Škorjanc, ki je idejni avtor platforme in glavni razvijalec družbe. V javnosti je znan tudi s hekerskim vzdevkom Isdero. Podjetje Nicehash je bilo od ustanovitve leta 2014 do 2017 pod vodstvom Marka Kobala in Matjaža Škorjanca. Marko Kobal, direktor podjetja Bitorius je imel v lasti 45 odstotkov podjetja, večinski lastnik pa je bil prek družbe H-Bit Martin Škorjanc, oče Matjaža Škorjanca. 
Nekaj tednov po hekerskem napadu je v podjetju Nicehash prišlo do menjave lastniške strukture in spremembe vodstva. Iz družbe je s podjetjem Bitorius povsem iztopil prvotni solastnik Marko Kobal. Položaj direktorja v družbi Nicehash je sredi decembra 2017 prevzel Zdravko Poljašević, ki je ob enem direktor podjetja Kreativni najemi. 
Devetnajstega decembra 2018 je v družbo Nicehash lastniško vstopila družba Fleming digital iz Postojne pod popolnim vodstvom Aljoša Sokića. Podjetje Fleming digital, ki se ukvarja z informacijskimi storitvami je z vložkom 175 tisoč evrov postalo lastnik 35 odstotkov Nicehasha. Svoj delež je pod vodstvom Matjaža Škorjanca povečalo tudi podjetje H-bit. Prvotni vložek 275 tisoč evrov, je podjetje povečalo na 325 tisoč evrov in postalo lastnik 65 odstotkov družbe Nicehash.

## Preiskovanje hekerskega vdora
Hekerski vdor v podjetje Nicehash, v katerem so napadalci odtujili približno 4700 bitcoinov, danes vrednih več kot 70 milijonov evrov je zbudil pozornost po vsem svetu. Preiskovanje kaznivih dejanj pri katerih so vključene kriptovalute je zahtevno, saj lastnikom virtualnih denarnic svojih osebnih podatkov ni potrebno deliti. Policija napad obravnava kot kaznivo dejanje napada na informacijski sistem, za katerega je zagrožena kazen od 3 do 5 let.
Napad poleg samega podjetja Nicehash preiskujejo tudi uradne oblasti. Nicehashovi skrbniki so ugotovili le, da računalniki napadalcev niso bili nameščeni na območju EU. Preiskovanje primera so prevzeli kriminalisti oddelkov za računalniško preiskovanje, ki sodelujejo s tujimi organi. V forenzični preiskavi je bilo ugotovljeno, da je bil napad in vdor v podjetje izveden v sredo, šestega decembra ob 3.24 zjutraj, z IP-jem izven Evropske unije. Odtujeni bitcoini so bili prenakazani iz ene virtualne denarnice na drugo. Kriminalisti pa ves čas spremljajo kam se bodo bitcoini iz te denarnice prenesli. Pri preiskovanju je pričakovana težava, da so napadalci odtujene bitcoine zamenjali za katero od valut, ki so težko izsledljive. 
Kljub veliki škodi je podjetje Nicahash nekaj tednov po hekerskem napadu ponovno začelo poslovati. Ker v Sloveniji ni možnosti zavarovanja poslov s kriptovalutami, pri katerih bi bila morebitna škoda poplačana si podjetje prizadeva za povračilo odtujenih sredstev s pomočjo tujih vlagateljev. Nicehashova sredstva so bila zavarovana pri ameriški družbi BitGo, ki se posveča izpopolnjevanju tehnologije za preprečevanje hekerskih napadov. Zavarovalna družba bi škodo odtujenih bitcoinov poravnala v primeru hranjenja bitcoinov v njihovih t.i. varnih virtualnih denarnicah a so bitcoine hranili NiceHashovi strežniki.